# مانولو کلارس
مانولو کلارس (انگلیسی: Manolo Clares؛ زادهٔ ۲۳ فوریهٔ ۱۹۴۸) بازیکن فوتبال بازنشسته اهل اسپانیا است که پست مهاجم بازی می‌کرد.
وی در طی هشت فصل و ۱۹۷ بازی در لالیگا ظاهر شد و ۶۵ گل برای کاستلون، بارسلونا و رایو وایکانو به ثمر رساند.
وی در تیم ملی فوتبال اسپانیا بازی کرده‌است.